# Luis Mateo Díez

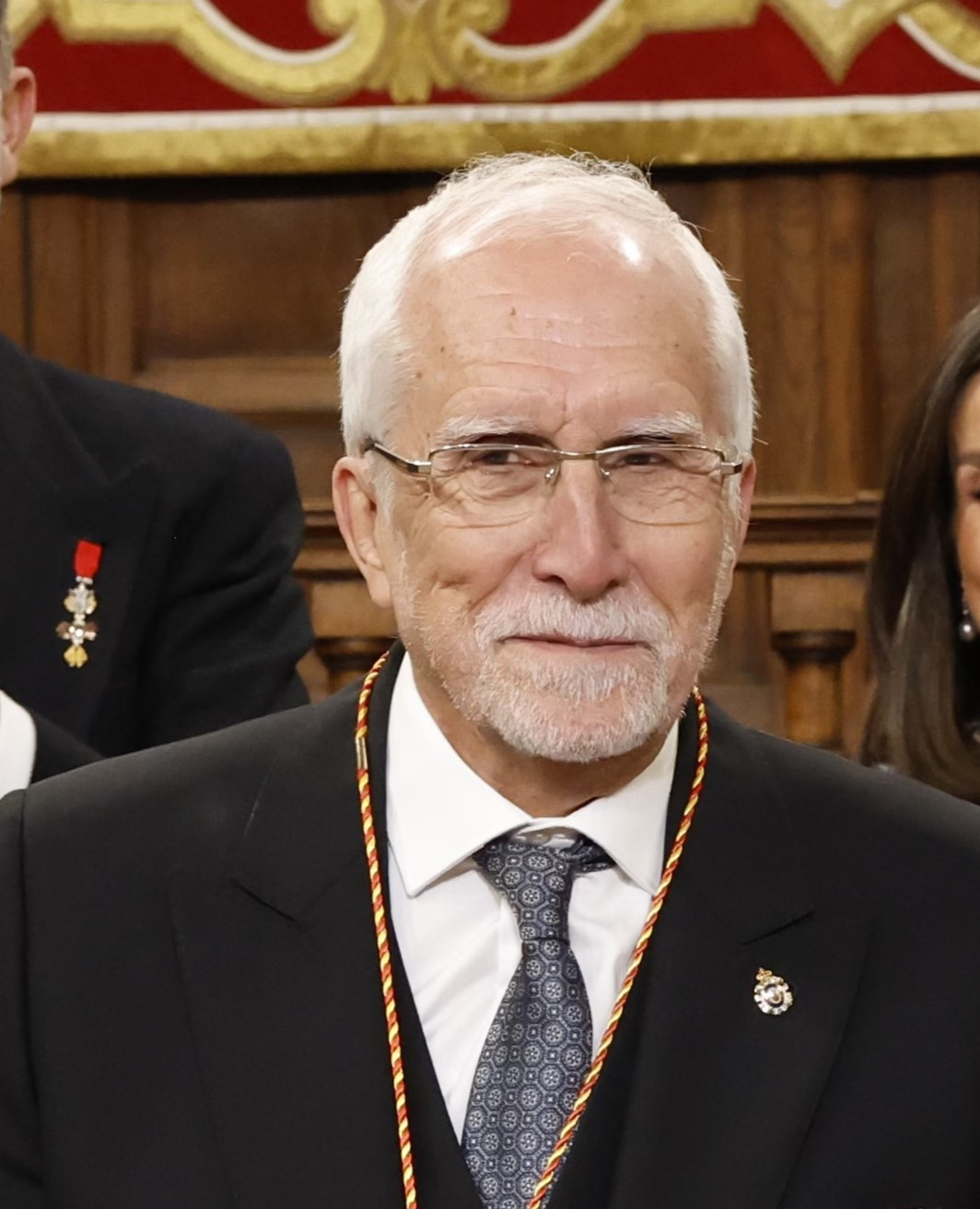
Luis Mateo Díez (2024)

Luis Mateo Díez Rodríguez (* 21. September 1942 in Villablino, León) ist ein spanischer Schriftsteller. Seit 2001 ist er Mitglied der Real Academia Española.
Er ist der einzige spanische Autor, der zweimal den Premio Nacional de Narrativa und zweimal den Premio de la Crítica für seine Romane La fuente de la edad (1986) und La ruina del cielo (1999) erhalten hat. 2023 wurde er mit dem renommiertesten Literaturpreis der spanischsprachigen Welt, dem Cervantespreis, ausgezeichnet.

## Werdegang
Luis Mateo Díez Rodríguez wurde in Villablino, einem Bergarbeiterdorf in der nordöstlichen Bergregion der Provinz León geboren, welches im Zentrum des Gebietes der Laciana liegt. Sein Vater, Florentino Díez, war Verwaltungsbeamter dieser Gemeinde in León und der künftige Schriftsteller wurde just „im alten Gemeindehaus geboren, das sich im Herzen des Tals an genau der Stelle befindet, an der einst der Turm stand, der an die Ratsversammlungen der Vorfahren erinnerte“.
Seine Familie lebte in Villablino, bis sie 1954, als er 12 Jahre alt war, nach León zog, wo sein Vater zum Sekretär des Bezirksrates ernannt worden war. Luis Mateo machte sein Abitur am Gymnasium Nuestra Señora del Buen Consejo in León. 1961 schrieb er sich an der Universität Complutense in Madrid für Rechtswissenschaften ein und schloss sein Studium in Oviedo ab.
1969 trat er nach einem staatlichen Auswahlverfahren seinen Dienst in der Zentralen Stadtverwaltung von Madrid an und wurde Leiter der juristischen Abteilung.
Zwischen 1963 und 1968 gehörte er zusammen mit Agustín Delgado, Antonio Llamas und Ángel Fierro zur Redaktion der Lyrikzeitschrift Claraboya. In dieser Zeit erschienen auch seine ersten Gedichte, die 1972 im Gedichtband Señales de humo veröffentlicht wurden.
Sein lyrisches Schaffen war jedoch nur von kurzer Dauer und er wandte sich endgültig der erzählenden Literatur zu. Sein erster Kurzgeschichtenband, Memorial de hierbas, erschien 1973 und sein erster Roman, Las estaciones provinciales, wurde fast zehn Jahre später, im Jahr 1982, veröffentlicht. Es folgten zahlreiche weitere Romane, von denen einige mit renommierten Preisen ausgezeichnet wurden, wie zum Beispiel La Fuente de la Edad (1986) oder La ruina del cielo (2000). Beide erhielten sowohl den Premio Nacional de Narrativa als auch den Premio de la Crítica.
Einige seiner Werke wurden auch verfilmt. So brachte José María Martín Sarmiento (Chema Sarmiento) die Kurzgeschichte Los grajos del Sochantre in El filandón (1984), ein Film, in dem fünf bekannte Geschichten erzählt werden, auf die Leinwand. Der Roman La fuente de la edad wurde 1991 von Julio Sánchez Valdés für den spanischen Fernsehsender TVE in Szene gesetzt. Sarmiento verfilmte 2011 auch Los males menores, an dessen Drehbuch Díez als Co-Autor beteiligt war, unter dem Titel Viene una chica.
Díez wurde am 22. Juni 2000 zum Mitglied der Real Academia Española gewählt. Er ist Ehrenvorsitzender der Fundación de la Lengua Española und ständiges Mitglied zahlreicher Jurys für Kurzgeschichten- und Romanwettbewerbe.

## Werke

### Erzählungen
- Memorial de hierbas, cuentos, E.M.E.S.A., Madrid, 1973
- Apócrifo del clavel y la espina, Prolog von Agustín Delgado, E.M.E.S.A., Madrid, 1977
- Relato de Babia, Essay, mit Fotos illustriert, Papalaguinda, Valencia, 1981
- Las estaciones provinciales, Roman, Alfaguara, Madrid, 1982
- La fuente de la edad, Roman, Alfaguara, 1986
- El sueño y la herida, 1987
- Brasas de agosto, Alfaguara, 1989. Dieser Band enthält 13 Kurzgeschichten.
  - El difunto Ezequiel Montes, Los grajos del Sochantre, Albanito, amigo mío, La familia de Villar, Concierto sentimental, Cenizas (Premio Ignacio Aldecoa 1976), El sueño y la herida, Mister Delmas, La llamada, El viaje de doña Saturnina, Carta de amor y batalla, Brasas de agosto und Mi tío César.
- Albanito, amigo mío y otros relatos, Biblioteca de El Sol, Compañía Europea de Comunicación e Información, Madrid, 1989. 8 Erzählungen:
  - Albanito, amigo mío; El difunto Ezequiel Montes; Concierto sentimental; Cenizas; Los temores ocultos; La papelera; El pozo und Naufragios.
- Las horas completas, Roman, 1990
- El expediente del náufrago, Roman, 1992
- Los males menores, Kurzgeschichten, Alfaguara, 1993
- Valles de leyenda, 1994
- Camino de perdición, Roman, 1995
- El espíritu del páramo, Roman, 1996
- La mirada del alma, Roman, 1997
- Días del desván, Sammlung von 30 Bildern vom Ursprungsgebiet des Autors (das Laciana-Tal, León) aus den 40er Jahren, 1997
- El paraíso de los mortales, Roman, 1998
- La ruina del cielo, Roman, 1999
- El porvenir de la ficción, Essay, Junta de Castilla y León, Consejería de Educación y Cultura, 1999
- Las estaciones de la memoria: antología, 1999
- Las palabras de la vida, 2000
- El pasado legendario, 2000
- Laciana: suelo y sueño, 2000
- Balcón de piedra, 2001
- El diablo meridiano, 2001. Enthält 3 Novellen: „El diablo meridiano“, „La sombra de Anubis“ und „Pensión Lucerna“
- El oscurecer (Un encuentro), Roman, 2002
- El eco de las bodas, 2003. Enthält 3 Novellen: „El eco de las bodas“, „El limbo de los amantes“ und „La viuda feliz“
- Fantasmas del invierno, Roman, 2004
- El fulgor de la pobreza, 2005. Enthält 3 Novellen: „El fulgor de la pobreza“, „La mano del amigo“ und „Deudas del tiempo“
- La piedra en el corazón, Roman, 2006
- El árbol de los cuentos, Sammlung aller von Díezs zwischen 1973 und 2004 geschriebenen Erzählungen, Alfaguara, 2006
- La gloria de los niños, Roman, 2007
- El sol de la nieve o el día que desaparecieron los niños de Celama, 2008
- Los frutos de la niebla, 2008. Enthält 3 Novellen: „Los frutos de la niebla“, „Príncipes del olvido“ und „La escoba de la bruja“
- El expediente del náufrago, 2008
- El animal piadoso, Roman, 2009
- Pájaro sin vuelo, Roman, Alfaguara, 2011
- La cabeza en llamas, Galaxia Gutenberg, 2012. Enthält 4 Novellen:
  - „La cabeza en llamas“, „Luz del Amberes“, „Contemplación de la desgracia“ und „Vidas de insecto“
- Fábulas del sentimiento, 12 Novellen, unter anderen „El diablo meridiano“, „El eco de las bodas“, „El fulgor de la pobreza“ und „Los frutos de la niebla“. Alfaguara, 2013,
- La soledad de los perdidos, Roman, Alfaguara, Madrid, 2014
- Los desayunos del Café Borenes. Galaxia Gutenberg, 2015. Enthält 2 Texte:
  - „Los desayunos del Café Borenes (Un opúsculo)“; „Un callejón de gente desconocida (Un recuento)“
- „El cuerpo doblado“. Pamplona: Historias de la Clínica Universidad de Navarra, 2016. Kurzerzählung.
- Vicisitudes. Alfaguara, 2017. Sammlung von 85 Kurzgeschichten, die 2018 in die Endrunde für den Premio de la Crítica de Castilla y Léon kam.
- Juventud de cristal. Alfaguara, 2019. Dieser Roman kam 2020 in die Endrunde für den Premio de la Crítica de Castilla y Léon.
- Los ancianos siderales. Galaxia Gutenberg, 2020.

### Poesie
- Señales de humo, Institución Fray Bernardino de Sahagún, León, 1972
- Parnasillo provincial de poetas apócrifos (1975). In Zusammenarbeit mit Agustín Delgado und José María Merino

### Theater
- Celama (2008). Bühnenbearbeitung für den Teatro Corsario in Zusammenarbeit mit Fernando Urdiales

### Kino
- Viene una chica (2011). Verfilmung von Díezs Erzählungsband Los males menores, deren Drehbuch von Díez selbst (zusammen mit dem Regisseur Chema Sarmiento) geschrieben wurde

### Autobiografien
- Azul serenidad o la muerte de los seres queridos (2010)

### Gemeinschaftspublikationen
- Sabino Ordás: Las cenizas del fénix, 1985, Sammlung von Zeitungsartikeln, mit Juan Pedro Aparicio und José María Merino
- Palabras en la nieve: un filandón, 2007, Kurzgeschichten, mit Juan Pedro Aparicio und José María Merino
- Cuentos del gallo de oro, 2008, Kurzgeschichten, mit Juan Pedro Aparicio und José María Merino
- Beitrag im Sammelwerk Nocturnario (2016), von Ángel Olgoso illustriert, in dem 101 hispanoamerikanische Schriftsteller einen einzelnen Text für jedes Bild schrieben
- „Lectura de Luis Mateo Díez“ [nach der Kurzgeschichte «El gobernador» von Antonio Pereira], in Natalia Álvarez Méndez und Ángeles Encinar (Hrsg.). Antonio Pereira y 23 lectores cómplices. León, Eolas Ediciones, 2019

## Preise
- 1986: Premio de la Crítica für La fuente de la edad
- 1987: Premio Nacional de Narrativa für La fuente de la edad
- 1999: Premio de la Crítica für La ruina del cielo
- 2000: Premio Nacional de Narrativa für La ruina del cielo
- 2012: Premio Francisco Umbral al Libro del Año für La cabeza en llamas
- 2020: Premio Nacional de las Letras Españolas
- 2023: Cervantespreis[4]